# Makrobiusz (imię)
Makrobiusz – imię męskie pochodzenia greckiego, od Makrôbios, oznaczające "ten, który ma długie życie". Patronem tego imienia jest św. Makrobiusz z Afryki, wspominany razem ze św. Julianem.
Makrobiusz imieniny obchodzi 13 września.